# Rosemary (wrestlerka)
Holly Letkeman (ur. 28 listopada 1983 w Winnipeg) – kanadyjska wrestlerka. W 2016 związała się z amerykańska federacją Impact Wrestling (dawniej Total Nonstop Action Wrestling), gdzie nosi pseudonim Rosemary. Jest jednokrotną Impact Knockouts World Championką i dwukrotną Impact Knockouts Tag Team Championką (z Havok) i Tayą Valkyrie.
Letkeman rozpoczęła karierę zawodniczą w 2008. Walczy w licznych organizacjach sceny niezależnej, takich jak: BSE Pro, BCW, Maximum Pro Wrestling, NCW Femmes Fatales, Steel City Pro Wrestling i Shimmer Women Athletes jako Courtney Rush. W 2012 zdobyła z Sarą Del Ray Shimmer Tag Team Championship.

## Mistrzostwa i osiągnięcia
- Acclaim Pro Wrestling
  - APW Tag Team Championship (1x) – z KC Spinelli[1]
  - APW Women’s Championship (1x)[1]
- Bellatrix Female Warriors
  - Bellatrix World Championship (1x)[1]
- Great Canadian Wrestling
  - GCW W.I.L.D. Championship (1x)[1]
- Impact Wrestling/Total Nonstop Action Wrestling
  - TNA/Impact Wrestling Knockouts Championship (1x)
  - Impact Knockouts World Tag Team Championship (2x) – z Havok (1) i Tayą Valkyrie (1)
- Magnificent Championship Wrestling
  - MCW Women’s Championship (1x)[1]
- nCw Femmes Fatales
  - nCw Femmes Fatales Champion (1x)[1]
- Pro Wrestling Illustrated
  - PWI umieściło ją na 8. miejscu rankingu wrestlerek PWI Top 50 w 2014[3]
- Pure Wrestling Association
  - PWA Canadian Elite Women’s Championship (1x)[1]
- Shimmer Women Athletes
  - Shimmer Tag Team Championship (1x) – z Sarą Del Ray[1]
- Tri-City Wrestling
  - TCW Women’s Championship (1x)[1]